# (34646) 2000 WT95
2000 WT95 (asteroide 34646) é um asteroide da cintura principal. Possui uma excentricidade de 0.05229390 e uma inclinação de 0.43391º.
Este asteroide foi descoberto no dia 21 de novembro de 2000 por LINEAR em Socorro.